# Hibiscus lamalama
Hibiscus lamalama är en malvaväxtart som beskrevs av Callm., Buerki och Koopman. Hibiscus lamalama ingår i Hibiskussläktet som ingår i familjen malvaväxter. Inga underarter finns listade i Catalogue of Life.